# Plainview (Tennessee)
Plainview is een plaats (city) in de Amerikaanse staat Tennessee, en valt bestuurlijk gezien onder Union County.

## Demografie
Bij de volkstelling in 2000 werd het aantal inwoners vastgesteld op 1866.
In 2006 is het aantal inwoners door het United States Census Bureau geschat op 2101, een stijging van 235 (12,6%).

## Geografie
Volgens het United States Census Bureau beslaat de plaats een oppervlakte van
16,7 km², geheel bestaande uit land.

## Plaatsen in de nabije omgeving
De onderstaande figuur toont nabijgelegen plaatsen in een straal van 24 km rond Plainview.